# Магония японская
Магония японская (лат. Mahonia japonica) — вечнозелёные дерево, вид рода Магония (Mahonia) семейства Барбарисовые (Berberidaceae).
В диком состоянии не известна. Широко распространена в культуре в Китае и Японии, откуда была введена в культуру в Европе и Америке.
Пригодна для групповых или одиночных посадок, может быть применена для озеленения новостроек в южных районах Средней Азии вдоль оросительных каналов.

## Ботаническое описание
Деревцо высотой до 4 м с прямостоящими ветвями, очень мало ветвящимися. Кора серая, глубоко трещиноватая, с толстым пробковым слоем; одногодичные неодревесневшие побеги с сизым налётом.
Вершинные почки ширбкояйцевидные, длиной 2—5 см, с кожистыми, узкотреугольными, вытянутыми в острие наружными чешуями, остающимися на побегах первого или второго года, внутренние чешуи широко-овапьные, тупые, травянистые, бледно-зелёные; боковые почки мельче, уже и без кожистых чешуи. Листья непарноперистые, ланцетные или продолговатые, длиной 30—45 см, несколько дугообразно вниз изогнутые, скученные на вершине побегов, из 9—13 листочков. Черешки плотные, упругие, диаметром 2—3 мм, сверху тёмно-фиолетовые, снизу бпедно-зелёные, в местах сочленения с листочками с волосками, у основания несколько стеблеобъемлющие.
Кисти в пазухах верхушечных почек, длиной 10—20 см, плотные, многоцветковые; цветоносы вверх направленные под острым углом, длиной до 1 см. Цветки длиной 8 мм, диаметром 6 мм, с запахом ландыша, с красноватыми и зеленоватыми чашелистиками, постепенно переходящими в жёлтые лепестки.
Ягоды синие, матовые, с восковым налётом, продолговатые, в диаметре около 8 мм.
Цветёт в мае — июне. Плодоносит в сентябре.

## Таксономия
Вид Магония японская входит в род Магония (Mahonia) трибы Барбарисовые (Berberideae) подсемейства Барбарисовые (Berberidoideae) семейства Барбарисовые (Berberidaceae) порядка Лютикоцветные (Ranunculales).
|  |                       |  |                                          |                                          |                           |  | ещё 1 подсемейство (согласно Системе APG II) | ещё 1 подсемейство (согласно Системе APG II) |                                       |  |  |  | ещё 11—14 родов    | ещё 11—14 родов      |  |  |
|  |                       |  |                                          |                                          |                           |  | ещё 1 подсемейство (согласно Системе APG II) | ещё 1 подсемейство (согласно Системе APG II) |                                       |  |  |  | ещё 11—14 родов    | ещё 11—14 родов      |  |  |
|  |                       |  |                                          | семейство Барбарисовые                   |                           |  |                                              |                                              | триба Леонтицевые                     |  |  |  |                    | вид Магония японская |  |  |
|  |                       |  |                                          | семейство Барбарисовые                   |                           |  |                                              |                                              | триба Леонтицевые                     |  |  |  |                    | вид Магония японская |  |  |
|  | порядок Лютикоцветные |  |                                          |                                          | подсемейство Барбарисовые |  |                                              |                                              | род Магония                           |  |  |  |                    |                      |  |  |
|  | порядок Лютикоцветные |  |                                          |                                          |                           |  |                                              |                                              |                                       |  |  |  |                    |                      |  |  |
|  |                       |  | ещё 9 семейств (согласно Системе APG II) | ещё 9 семейств (согласно Системе APG II) |                           |  |                                              | ещё 1 триба (согласно Системе APG II)        | ещё 1 триба (согласно Системе APG II) |  |  |  | ещё около 50 видов |                      |  |  |
|  |                       |  |                                          | ещё 9 семейств (согласно Системе APG II) |                           |  |                                              |                                              | ещё 1 триба (согласно Системе APG II) |  |  |  |                    |                      |  |  |